# Friedrich Drake
Friedrich Drake (23 de junho de 1805 - 6 de abril de 1882) foi um escultor alemão.

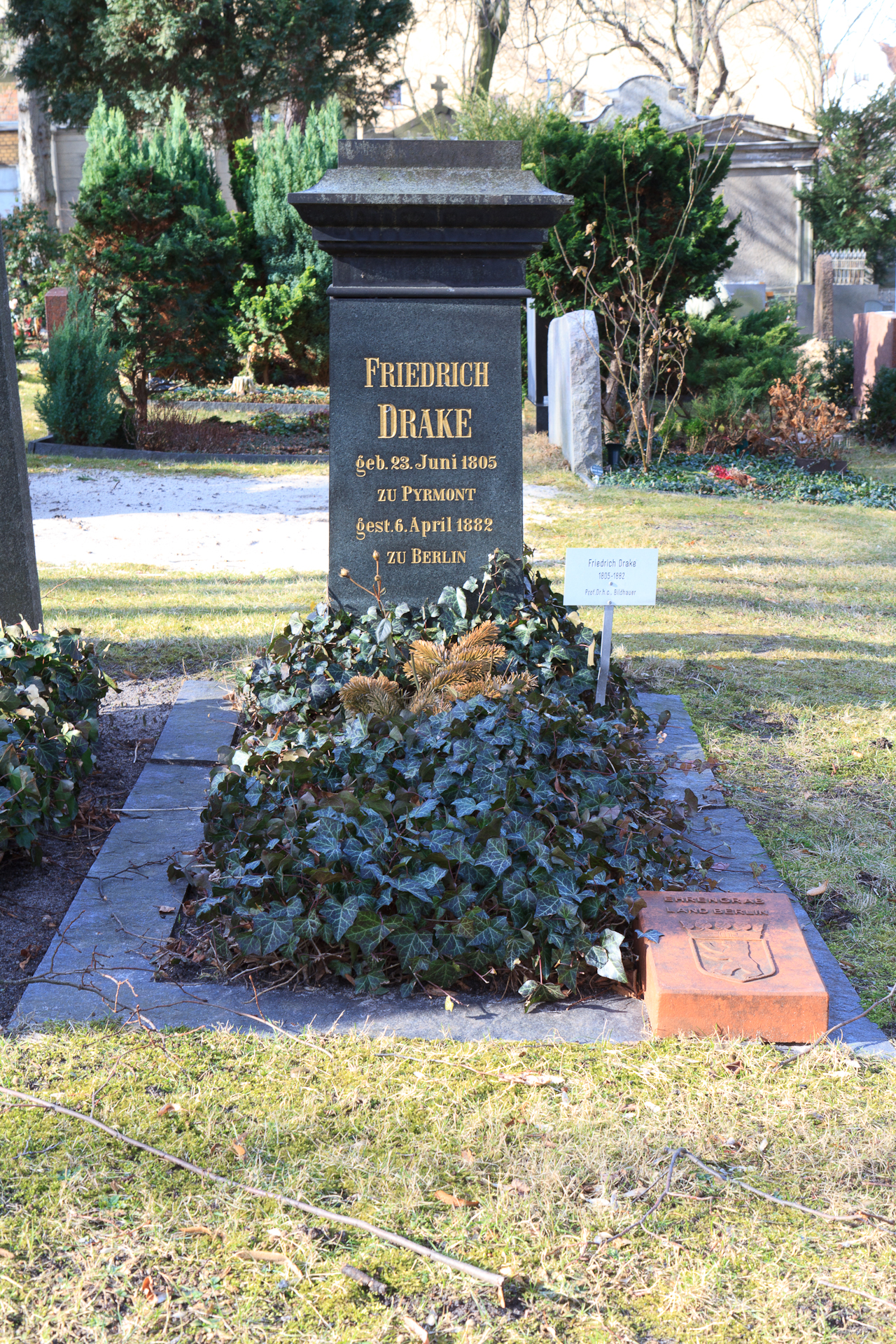
Sepultura de Friedrich Drake no Alter St.-Matthäus-Kirchhof Berlin

## Obras
- Victória, no topo da Coluna da vitória[1]